# Hugo Báez
Hugo Báez (Asunción, 24 luglio 1983) è un ex calciatore paraguaiano, di ruolo difensore.

## Carriera

### Club
Báez comincia la sua carriera al Tacuary, squadra che lo aveva cresciuto nelle giovanili. Successivamente Báez si accasa allo Sportivo Iteño, in cui rimane tre anni. Nell'estate 2009 Báez si trasferisce in Bulgaria, per cominciare un periodo di prova al CSKA Sofia, insieme al suo connazionale Jonathan Gómez. Due mesi dopo firma un contratto con i Rossi di Sofia.